# Lev v zimě (divadelní hra)
Lev v zimě je divadelní hra uvedená na Broadwayi v roce 1966. Autorem je James Goldman. Inspirací byl závěr života anglického krále Jindřicha II. Plantageneta. Hra byla dvakrát adaptována, poprvé v roce 1968, podruhé v roce 2003.

## Děj
Děj se odehrává v roce 1183 v rodině anglického krále Jindřicha II. Plantageneta na hradě Chinon v Anjou, kde se každý člen uchází o následnictví, či prosazuje každý svého kandidáta na trůn. Král Jindřich povolá své tři syny, aby jim sdělil, kdo se stane jeho nástupcem na trůně. A také povolává uvězněnou manželku Eleonoru. Nejmladší syn Jan je jeho tajným favoritem, jedná se o budoucího krále Jana Bezzemka. Jeho nejstarší syn Richard, budoucí král Richard Lví srdce, je naopak favoritem královny Eleonory. Prostřední syn Geoffrey nemá důvěru ani jednoho z rodičů, ale je o něm uvažováno jako o kancléři budoucího panovníka. Do tohoto boje se dále zaplétá francouzský král Filip, který zde hledá nejvhodnějšího kandidáta pro své plány do budoucna. Politická situace v zemi však není jednoduchá a země potřebuje silného vůdce. Blíži se zima a situace se vyostřuje. Královna Eleonora i přes nesčetné pokusy sesadit krále má manžela pořád svým způsobem ráda a král ji. V rozhodujících chvílích drží při sobě. Pozoruhodné drama končí nezvolením následníka a všichni aktéři opouštějí hrad.

## Postavy

### Jindřich II. Plantagenet, anglický král
(50 let) V jeho době byli padesátiletí muži buď staří, nebo mrtví. Jindřich je však stále téměř stejný. Jeho manipulování s rodinou i s jinými lidmi je pojato jako spontánní a emotivní, což je opakem promyšlených strategií Eleonory a chladných kalkulací Geoffreyho. To dělá z Jindřicha svým způsobem sympatickou postavu. 

### Eleonora Akvitánská
Asi 60letá Eleonora (francouzsky Aliénor), Jindřichova manželka, je stále krásná žena, která nepostrádá temperament a autoritu. Má značné ženské kvality, ale je schopná pevně si stát za svým stanoviskem v mužském světě. Intrikuje proti Jindřichovi a zároveň ho stále miluje. Svými dětmi vlastně opovrhuje, ale nepřeje si, aby jim Jindřich jakkoliv ublížil.

### Princ Jan
(17 let) Nejmladší syn Jindřicha a Eleonory, rozmrzelý a podrážděný a stále klukovský. Mnoho jiných postav ve hře ho popisuje jako rozmazleného spratka. Je to Jindřichův oblíbenec, ale také je nejslabší. Věčně kolísá mezi jednotlivými stranami a Geoffrey s ním snadno manipuluje.

### Princ Geoffrey
(25 let) Syn Jindřicha a Eleanory, energický muž. Je pohledný, okouzlující a chytrý. Ve hře je to chladný manipulátor bez osobního tepla. Toužil po lásce svých rodičů, ale žádnou nedostává. Jindřich má raději Jana a Eleonora Richarda. Ve hře však zůstává otevřená otázka, jestli rodiče některého ze synů opravdu kdy milovali, nebo je jen využívali ve vzájemném boji. 

### Princ Richard
(26 let) Nejstarší ze tří ještě žijících synů Jindřicha a Eleanory. Pohledný a působivý muž s pověstí slavného vojáka. Válka je jeho profesí a je v ní skvělý. Ze tří princů je to jasně ten nejsilnější a nejdrsnější. Richard a francouzský král Filip spolu měli sexuální aféru, Filip však Richardovi odhalí, že z jeho strany to byla jen politika. Richard měl v dětství blízký vztah s matkou, zřejmě proto ji dnes miluje i nenávidí. 

### Alais
(23 let) Krásná Jindřichova milenka, která ho miluje a on ji. Všichni podceňují její sílu i intelekt. Zpočátku je nevinná, ale ke konci hry si osvojí i určitou tvrdost, když Jindřicha přesvědčuje, aby všechny tři syny do konce života uvrhl do žaláře.

### Filip II. August
(18 let) Už tři roky je francouzským králem. Není tak dobrý v manipulování lidmi jako Jindřich, v průběhu hry se to však rychle učí.